# Charles Maljournal
Louis Charles Maljournal (Parigi, 21 dicembre 1841 – Parigi, 15 novembre 1894) è stato un operaio e militare francese una personalità della Comune dei Parigi.

## Biografia
Operaio rilegatore, sposato, padre di tre figli e militante della Prima Internazionale, durante l'assedio di Parigi del 1870 si arruolò nel 240º battaglione della Guardia nazionale e il 15 marzo 1871 fu eletto al Comitato centrale della Guardia, diventandone il segretario.
Il 22 marzo fu nominato da Jules Bergeret ufficiale di Stato maggiore, ma quel giorno stesso fu gravemente ferito durante la manifestazione degli «Amici dell'ordine», gli oppositori della Comune. Quando l'esercito di Versailles pose fine alla Comune alla fine di maggio, Maljournal si trovava ancora all'ospedale. Qui fu arrestato e poi condannato alla deportazione. Fu graziato il 12 febbraio 1879.